# Glaçure
 (mars 2021).
Si vous disposez d'ouvrages ou d'articles de référence ou si vous connaissez des sites web de qualité traitant du thème abordé ici, merci de compléter l'article en donnant les références utiles à sa vérifiabilité et en les liant à la section « Notes et références ».
La glaçure, appelée aussi émail, est un enduit vitrifiable posé à la surface d'une céramique afin de la durcir, de la rendre imperméable ou de la décorer.
Le terme en allemand glasure a donné le nom d'une marque de peinture et vernis dont seule subsiste aujourd'hui l'activité automobile : Gasurit, de la même façon que le mot émail a donné le mot enamel en anglais qui désigne simplement une peinture dans cette langue mais traduit par émail en français, introduisant le doute dans l'esprit du consommateur.

## Historique
C'est probablement à l'Égypte ancienne que l'on doit les premières glaçures céramiques. Ces glaçures alcalines (à base de sel) s'obtenaient alors en mélangeant du sel ou de l'eau salée à l'argile des poteries. En séchant, les sels remontaient naturellement à la surface de l'objet et se vitrifiaient à la cuisson, ce processus est une vitrification. 
Les températures de cuisson étaient cependant trop basses pour produire un émail durable. Il faudra attendre les grès d'Europe du Nord, vers le XIVe siècle, pour que la glaçure au sel, vitrifiée à haute température, devienne une technique de production maîtrisée. 
Certaines argiles grésantes contenant de 4 à 10 % de Fe2O3, portées de 1 150 à 1 350 °C présentent ainsi une vitrification naturelle. Utilisées en France, elles y sont apparues aux XIIIe et XIVe siècle dans la région de Beauvais et de Domfront et un peu plus tard dans celle de Bayeux. 
Parmi les premiers émaux qui aient existé, les émaux naturels de cendres se forment naturellement lors de la combustion des matières végétales, en restituant les minéraux accumulés par les plantes. À haute température, les oxydes minéraux contenus dans la cendre se combinent avec l'argile qui constitue la céramique et forment une glaçure appelée émail de cendre.
Ce n'est que plus tard, dans l'ancienne Syrie, que l'on utilisa les glaçures au plomb pour corriger certains défauts inhérents aux glaçures alcalines (écaillage, mauvaise tenue après cuisson, partiellement solubles notamment pour les récipients de cuisine). Cette technique au plomb toxique et les glaçures alcalines perdureront jusqu'au milieu du XXe siècle.

## Principes techniques

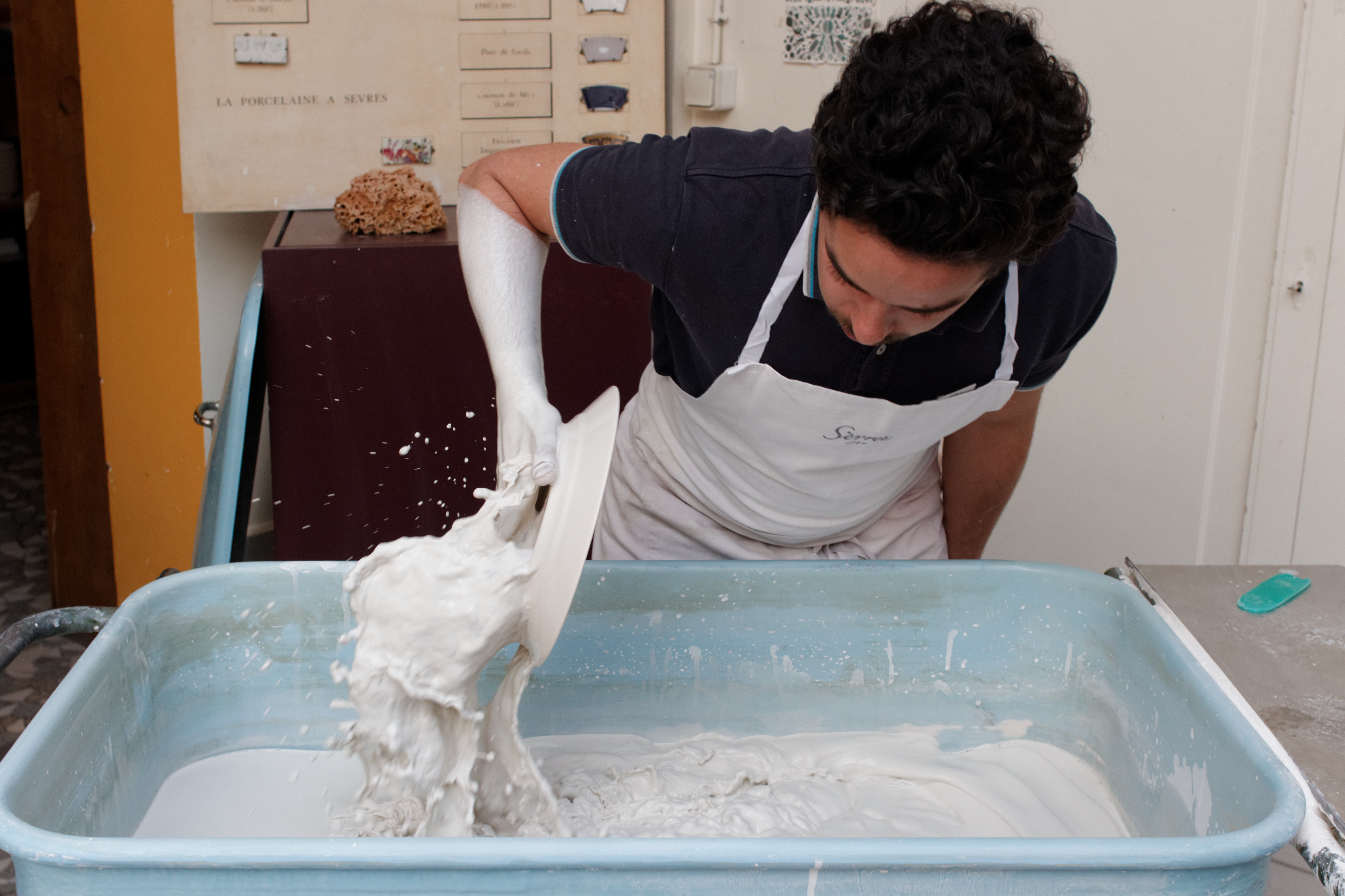
Émaillage d'une assiette par trempage à la manufacture nationale de Sèvres.

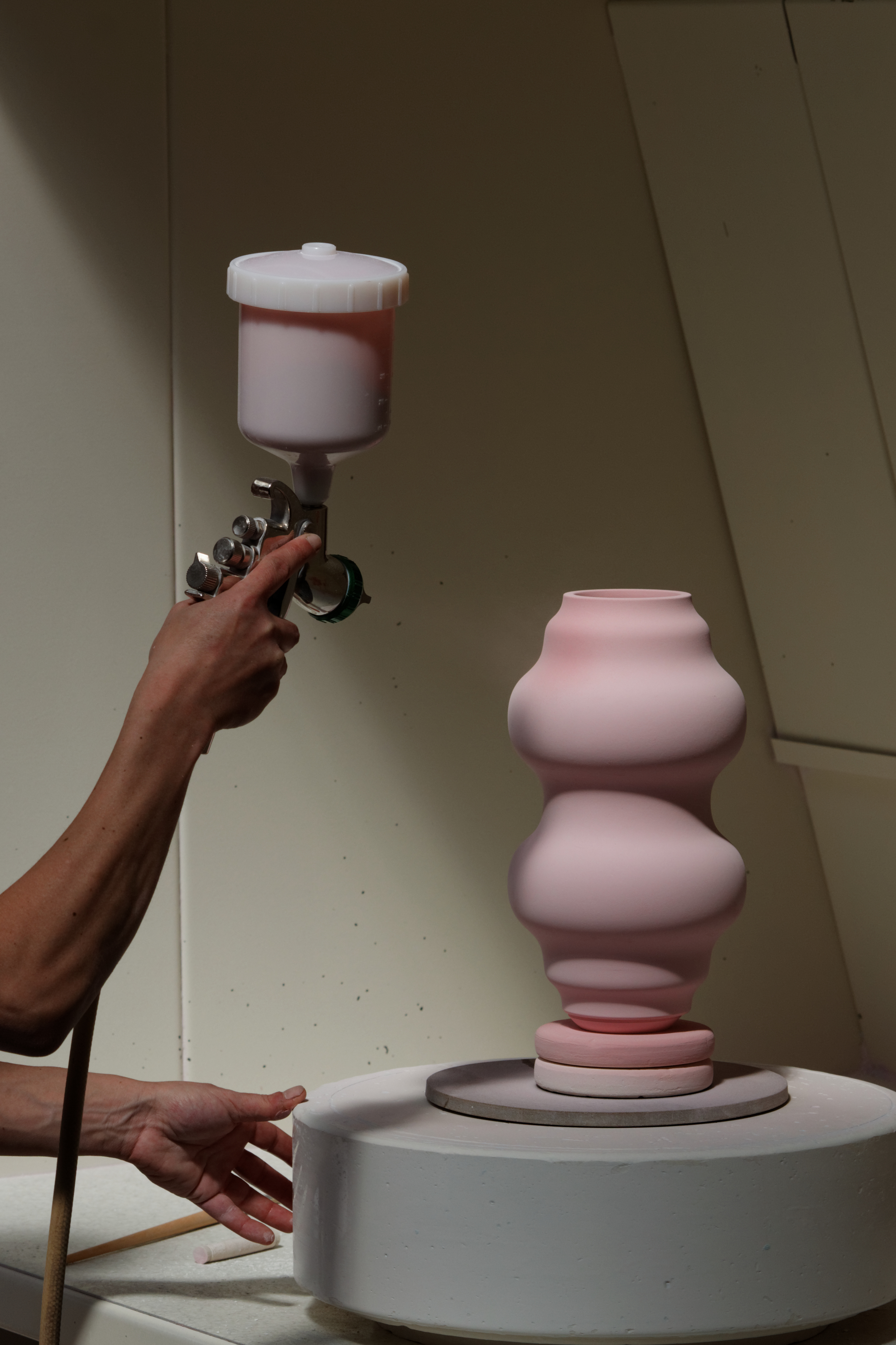
Émaillage d'un vase par insufflation à la manufacture nationale de Sèvres.

Le procédé de glaçage d'une pièce de céramique nécessite une cuisson dans un four à haute température.
- La glaçure peut être appliquée à sec, par la projection de sel dans les flammes d'un four à bois ou par l'adjonction de végétaux à l'intérieur du four.
- Lorsqu'elle est appliquée sous forme liquide, la glaçure se présente comme une poudre fine, composée de minéraux ou d'oxydes, qui doit être mélangée à de l'eau et à d'éventuels additifs. Le mélange doit être homogène et stable dans le temps pour assurer une bonne conservation. Il doit permettre de bonnes conditions d'émaillage, de séchage et de tenue jusqu'à l'enfournement.

Le mélange liquide est appliqué par pulvérisation ou trempage. Une zone non revêtue est réservée sur la pièce pour éviter que celle-ci n'adhère au support durant la cuisson. Lorsque la pièce doit être totalement émaillée, des pernettes sont utilisées lors de l'enfournement. Selon sa composition, la glaçure pourra être transparente ou opaque, mate ou brillante.
La cohésion de la glaçure et de son support en céramique dépend de la qualité de la terre employée et de la température de cuisson. Les terres cuites vernissées sont les plus fragiles alors que les porcelaines sont les plus résistantes. Dans une porcelaine, comme dans un grès émaillé, la couche de glaçure est totalement liée au support céramique.
On distingue deux grands types d'émaux utilisés pour le glaçurage des céramiques :
- l'émail de basse température (de 900 à 1 100 °C)
- l'émail de haute température (de 1 200 à 1 350 °C)

Ils se distinguent par la température de fusion de leurs composants. Peu de matières premières utilisables pour les glaçures fondent aux alentours de 1 000 °C (borax, plomb) alors que beaucoup fondent à haute température, aux alentours de 1 200 °C (feldspath, composés incluant de la silice).
Des calculs précis permettent de composer des glaçures à partir des matières premières dont dispose le céramiste. Bien que ces mélanges soient connus depuis l'antiquité (terre sigillée, émail à base de minium (oxyde de plomb), émaux de laitier, etc.), les techniques et logiciels informatiques aident particulièrement dans cette tâche.

## Toxicité, écotoxicité, certification
Si les glaçures (au sens de toute « substance appliquée sur la surface des carreaux entre le façonnage et le stade final de la cuisson du carreau ») contiennent du plomb, du cadmium ou de l'antimoine (ou un de leurs composés), pour obtenir l'écolabel européen, les glaçures ne doivent pas contenir plus de :
- 0,5 % de leur masse en plomb[3]
- 0,1 % de leur masse en cadmium[3]
- 0,25 % de leur masse en antimoine[3]

## Types de glaçures
On distingue plusieurs types de glaçures selon les fondants utilisés :
- glaçures alcalines — aux sels de sodium, de potassium ou de lithium ;
- glaçures au bore — à l'acide borique (température de fusion 600 °C) ;
- glaçures au plomb[4],[5]— à l'oxyde de plomb. L'alquifoux, glaçure au sulfure de plomb utilisé dans le sud de la France jusqu'à son interdiction partielle dans les années 1950, donnait des coloris vernissés verts ou jaunes typiques des productions provençales. Les glaçures au plomb ne sont presque plus employées du fait de leur toxicité ;
- glaçures « Bristol » — à l'oxyde de zinc. Moins toxiques que les précédentes, elles les ont progressivement remplacées.

De nombreuses recettes de glaçures sont disponibles pour obtenir différentes textures (mate, brillante, rugueuse), ou une couverte plus ou moins dense (opaque, translucide).

### Le céladon

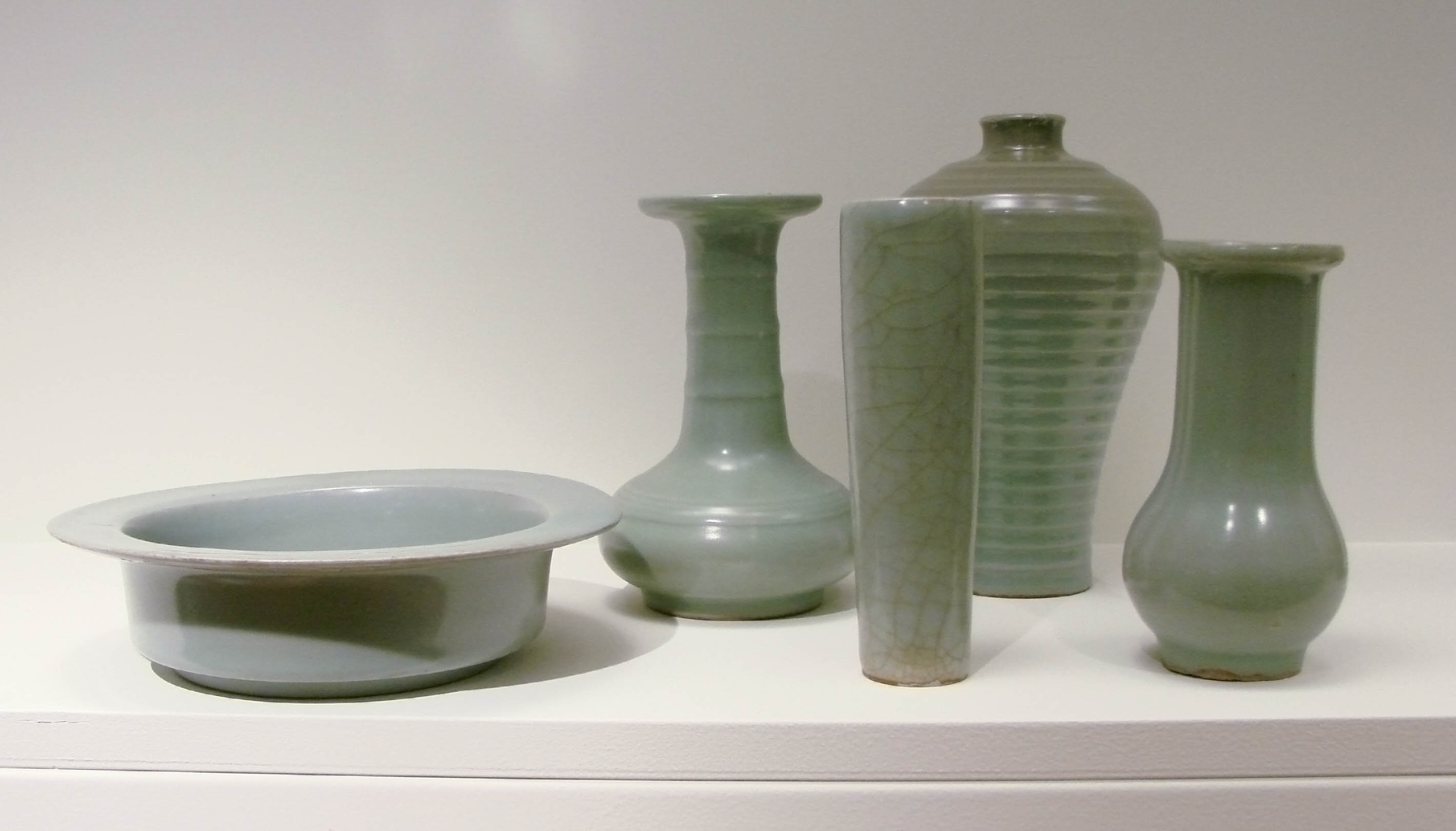
Ensemble de grès à couverte céladon. Chine du Sud, Zhejiang, Longquan, Dynastie des Song du Sud, XIIIe siècle. Musée Guimet, Paris.

Le céladon désigne à la fois un coloris et un type de céramique propre à la Chine (en chinois : qingci 青瓷, littéralement « porcelaine verte ») et à l'Extrême-Orient. Cet émail possède une teinte bleutée à vert olive et est caractéristique d'une production de céramique chinoise antique particulièrement recherchée.
Un exemple de cet émail de haute température est obtenu, en réduction, avec ce type de recette :
- Feldspath : 40 %
- Silice : 30 %
- Craie (Carbonate de calcium) : 20 %
- Kaolin : 10 %

Éventuellement on peut rajouter 5 % (en plus) de talc et 1 % d'ocre ou d'oxyde de fer.

### Le tenmoku

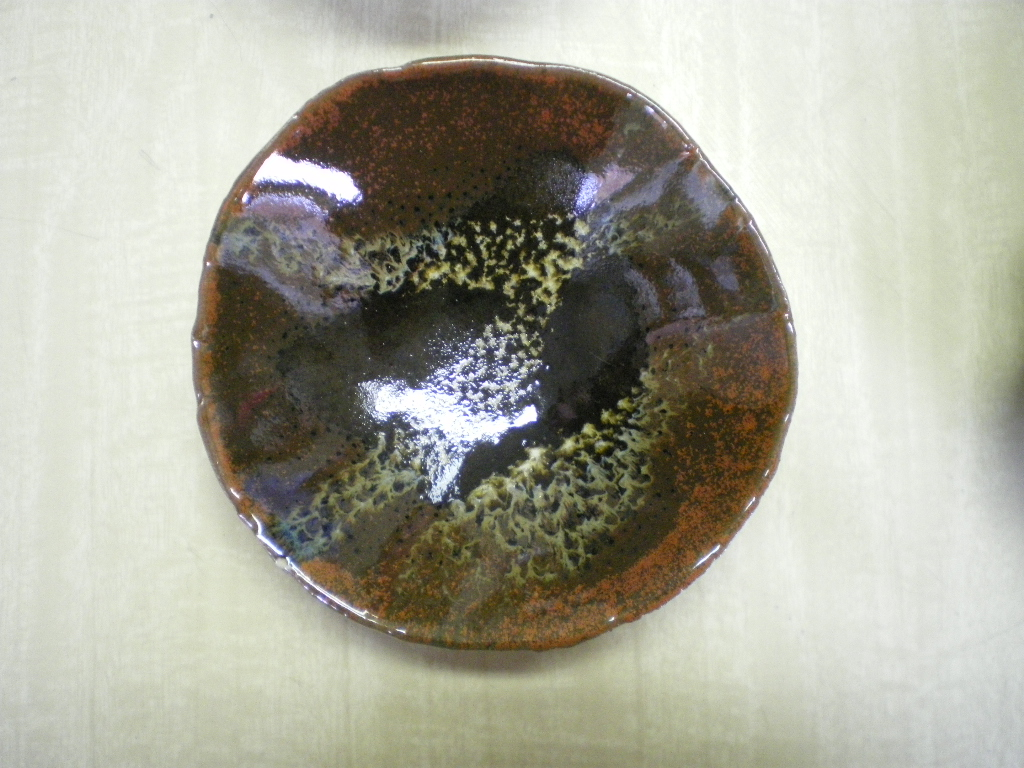
Rouge de fer sur tenmoku.

Émail japonais noir tacheté de brun dit « peau de chamois », cet émail est obtenu avec la recette suivante :
- Feldspath : 45 %
- Craie : 12 %
- Ball Clay : 5 %
- Silice : 36 %
- Bentonite : 2 %
- Oxyde de fer rouge (hématite) : + 8 %[Quoi ?]

### Le shino
Il existe beaucoup de shino différents. Ils ressemblent en général à un verre épais, opaque, mat, variant de blanc à orange ou brun. Deux recettes de Shino :
- 1
  - Néphéline syénite : 70 %
  - Kaolin : 30 %
  - Sel : +3 %
- 2
  - Néphéline Syénite : 80 %
  - Kaolin : 20 %
  - Sel : +3 %

### Émaux de cendre
- Émail de cendre « crème » :
  - Feldspath : 38 %
  - Cendres de bois : 31 %
  - Craie : 23 %
  - Silice : 8 %
- Émail vert de cendre :
  - Feldspath : 18 %
  - Cendres de bois : 46 %
  - Ball clay : 27 %
  - Kaolin : 9 %
  - Carbonate de cuivre : +3 %
- Émail bleu de cendre :
  - Feldspath : 38 %
  - Cendres de bois : 31 %
  - Craie : 25 %
  - Silice : 6 %
  - Oxyde de Cobalt : +1 %

## Les coloris

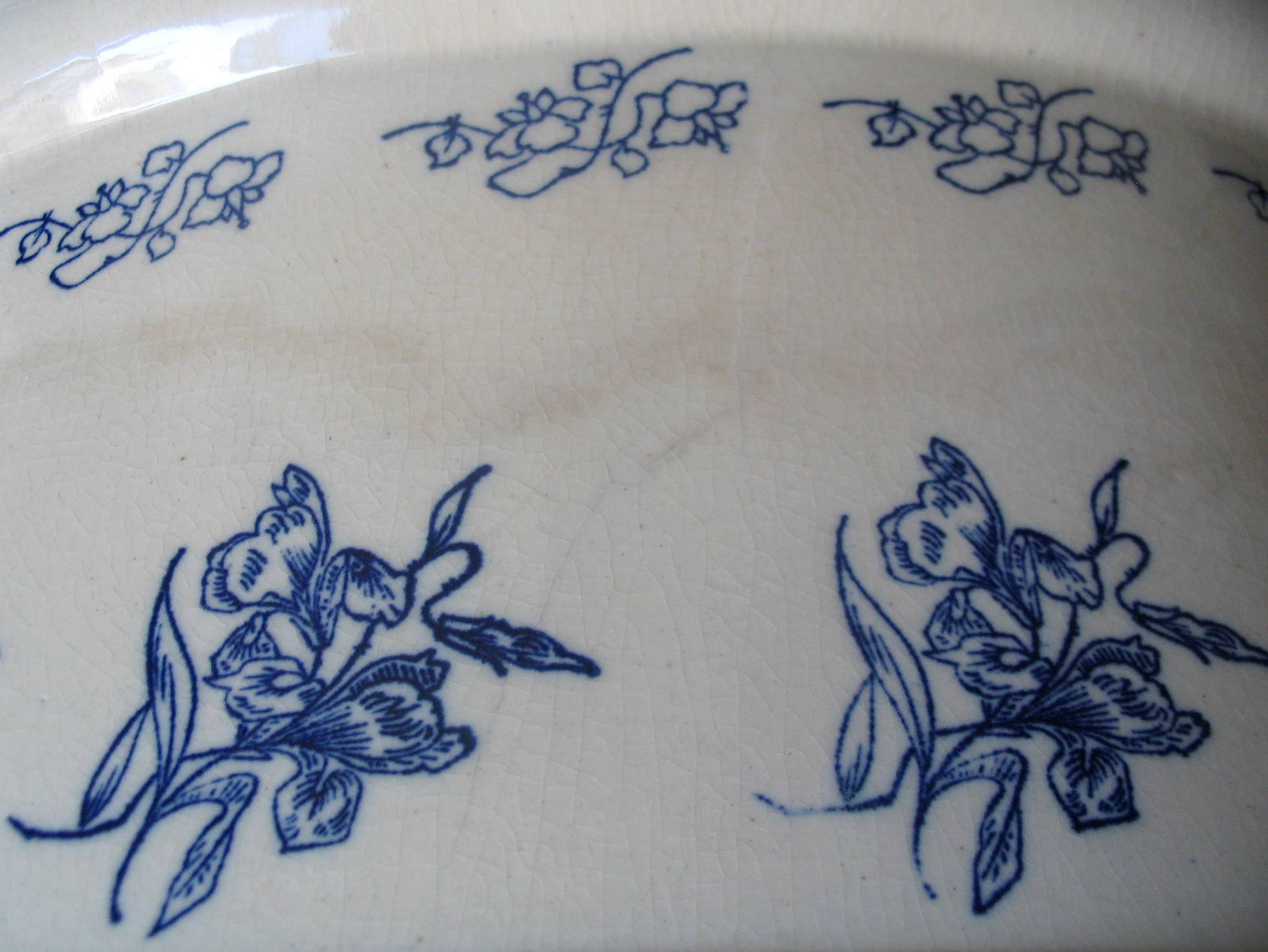
Décor au tampon bleu de cobalt sous émail. (Céramique de Saint-Uze).

Ce sont les oxydes métalliques qui donnent leurs couleurs aux glaçures. L'oxyde de fer produit les tons vert, rouge, jaune, noir ou marron ; l'oxyde de cobalt les bleus ; l'oxyde de chrome les verts ; l'oxyde de manganèse des violets et des bruns.
Certains oxydes comme le cobalt furent longtemps réservés aux productions de luxe. En effet le cobalt le plus pur venait à grand frais du Moyen-Orient via l’Espagne. Celui d’Europe centrale donnait des bleus moins profonds et plus gris.
- Bleu : cobalt + titane (rutile)
- Brun : fer + manganèse
- Gris bleuté : fer + cobalt
- Jaune : cobalt + vanadium
- Noir : cuivre + manganèse
- Ocre : fer + vanadium
- Vert : cuivre + fer ou cuivre + chrome

Les couleurs et textures des émaux céramiques dépendent également de l'atmosphère de la cuisson dans laquelle ils se sont formés :
- Oxydante (suffisamment d'oxygène pour que tout le carburant se consume)
- Réductrice (il n'y a pas suffisamment d'oxygène pendant la cuisson pour que tout le carburant se consume et la flamme va chercher cet oxygène dans la matière même de l'émail, changeant ainsi ses propriétés chimiques et donc son aspect).